# 孔特恩
孔特恩（德语、法语：Contern）是卢森堡南部的一个市镇，位于卢森堡城以东。 